# 5726 (année hébraïque)
5726 (hébreu : ה'תשכ"ו , abbr. : תשכ"ו) est une année hébraïque qui a commencé à la veille au soir du 27 septembre 1965 et s'est finie le 14 septembre 1966. Cette année a compté 353 jours. Ce fut une année simple dans le cycle métonique, avec un seul mois de Adar. Ce fut une année de chemitta.
En l'an 5726, l'État d'Israël a fêté ses 18 ans d'indépendance.

## Calendrier
Ce calendrier hébraïque de l'année 5726 donne les correspondances avec les dates du calendrier grégorien.
Le premier nombre dans chaque case correspond au jour du mois hébraïque. Les jours en couleurs sont des jours remarquables juifs ou israéliens.
| ◄◄ | 5726 | ►► |

## Événements
- Les États-Unis livrent pour la première fois un armement tactique à l’État d’Israël.
- Les Druzes tentent de s’emparer du pouvoir en Syrie mais sont vaincus et doivent se disperser. Les officiers alaouites, désormais seuls au pouvoir, forment le Néo-Baath à la fin de l’année. Il se rapproche de l’Égypte et rétablit les relations diplomatiques rompues en 1961. Il soutient l’OLP et laisse se multiplier les incidents dans la région du Golan.

## Naissances
- Israel Maimon
- Aleksandr Khalifman

## Décès
- Abraham Adolf Fraenkel
- Victor Brauner

5721 - 5722 - 5723 - 5724 - 5725 - 5726 - 5727 - 5728 - 5729 - 5730 - 5731